# Holasice
Holasice (in tedesco Holasitz) è un comune della Repubblica Ceca facente parte del distretto di Brno-venkov, in Moravia Meridionale.